# Ácido 4-hidroxifenilpirúvico
El ácido 4-hidroxifenilpirúvico (4-HPPA) es un intermediario en el metabolismo del aminoácido fenilalanina. La cadena lateral aromática de la fenilalania puede ser hidroxilada por la enzima fenilalanina hidroxilasa para formar tirosina. La conversión de tirosina a 4-HPPA luego es catalizada por la tirosina aminotransferasa. Adicionalmente, el 4-HPPA puede ser convertido a ácido homogentísico el cual es uno de los precursores del pigmento ocronótico.
También es un compuesto intermediario en la biosíntesis de scitonemina.